# Putilow Stal-2
Die Putilow Stal-2 (russisch Путилов Сталь-2, auch: Stahl-2) war ein sowjetisches Verkehrsflugzeug für bis zu fünf Passagiere. Im Gegensatz zu anderen Typen wurde bei den Stal-Konstruktionen versucht, das Grundgerüst der Maschine aus nichtrostendem Stahl statt des damals üblichen Aluminiums zu bilden, da Aluminium in den 1920er Jahren ein knapper Werkstoff in der im Aufbau begriffenen UdSSR war.

## Entwicklung
1929 bildete sich aus diesem Grunde am Wissenschaftlichen Institut der Zivilen Luftflotte (NII GWF) die Stal-Entwicklungsgruppe mit Putilow als Chefkonstrukteur. Die Entwicklungsarbeiten an der Stal-2 begannen 1930 und endeten am 11. Oktober 1931 mit dem Erstflug des Prototyps. Die Flugerprobung verlief erfolgreich und in den Jahren 1934 und 1935 verließen 111 Serienmaschinen die Montagehallen. Der Einsatz erfolgte bei der Aeroflot hauptsächlich auf Routen in Sibirien und Mittelasien, später auch im Zweiten Weltkrieg.
Der durch die Verwendung rostfreien Stahls erhoffte geringere Wartungsaufwand blieb aus, da die Schweißpunkte und Schraubverbindungen ebenfalls viel Pflege verlangten. Man entwickelte zwar mit der Stal-3 ein etwas größeres Nachfolgemodell, ging bald darauf aber wieder zu herkömmlichen Baumaterialien für das Grundgerüst über.
Ein mit Frise-Querrudern ausgestattetes Muster wurde in nur einem Exemplar gebaut und erhielt die Bezeichnung Stal-2bis.

## Technische Beschreibung
Der Rumpf der Stal-2 bestand aus geschweißtem Stahlrohr mit einem rechteckigen Querschnitt und erhielt im Bugbereich eine Sperrholzbeplankung, während der übrige Teil sowie das Flugwerk stoffbespannt waren. Der in Schulterdeckerbauweise montierte Hauptflügel besaß zwei Hauptholme und war mit je zwei Stahlstreben pro Seite gestützt. Die Flügelrippen waren ebenfalls aus Stahl. Das Normalleitwerk war abgestrebt und aus denselben Materialien.
Das Fahrwerk bestand aus zwei starren Haupträdern und einem Hecksporn und konnte wahlweise mit Schwimmern oder Schneekufen ausgerüstet werden.

## Technische Daten

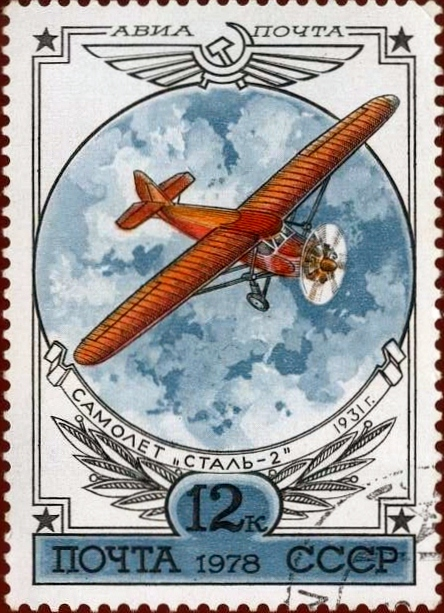
Stal-2 auf einer sowjetischen Briefmarke (1978)

| Kenngröße               | Daten                                                                                     |
| ----------------------- | ----------------------------------------------------------------------------------------- |
| Besatzung/Passagiere    | 1/5 (2/4)                                                                                 |
| Länge                   | 9,75 m                                                                                    |
| Spannweite              | 15,20 m                                                                                   |
| Höhe                    | 2,97 m                                                                                    |
| Flügelfläche            | 31,00 m²                                                                                  |
| Leermasse               | 1150 kg                                                                                   |
| Zuladung                | 750 kg                                                                                    |
| Startmasse              | 1900 kg                                                                                   |
| Flächenbelastung        | 61,3 kg/m²                                                                                |
| Leistungsbelastung      | 6,3 kg/PS                                                                                 |
| Antrieb                 | ein luftgekühlter 9-Zylinder-Sternmotor M-26                                              |
| Startleistung           | 300 PS (221 kW)                                                                           |
| Höchstgeschwindigkeit   | 210 km/h                                                                                  |
| Reisegeschwindigkeit    | 170 km/h                                                                                  |
| Landegeschwindigkeit    | 70 km/h                                                                                   |
| Steigleistung           | 4,2 m/s                                                                                   |
| Steigzeit               | 4 min auf 1000 m Höhe 9 min auf 2000 m Höhe 16 min auf 3000 m Höhe 25 min auf 4000 m Höhe |
| Dienstgipfelhöhe        | 5150 m                                                                                    |
| Reichweite              | max. 750 km                                                                               |
| Start-/Landerollstrecke | 130 m / 140 m                                                                             |